# Club Nacional de Football
Club Nacional de Football (šp.: Nacionalni nogometni klub), znan tudi kot 'Nacional', je urugvajski nogometni klub iz Montevideo ki igra v urugvajski prvi ligi. Ustanovlje je bil 14 maja 1899 s fuzijo med Uruguay Athletic Club in Montevideo Football Club. Je eden najuspešnejših klubov v Južni Ameriki s tremi Libertadores Pokal, tri Medcelinski Pokal, dva Medameriški Pokal in eno Južnoameriških Rekopa. Je rekorder po osvojenih naslovih državnega prvaka Urugvaja, saj je od leta 1902 ta naslov osvojil kar šestinštirideset krat. 
Klub igra tekme na stadionu Gran Parque Central, ki ima kapaciteto 26.500 gledalcev.
Klubska akademija je odgovoren za proizvodnjo nogometašev, kot so Luis Suárez, Nicolás Lodeiro, Sebastián Coates, itd.

## Zgodovina
Klub je ustanovil skupina univerzitetnih študentov kot reakcija proti prevlado športa angleških klubov. Simboli kluba so od svoje ustanovitve temeljili na rdeči, beli in modri zastavi nacionalnega junaka Joséja Gervasija Artigasa. 
Leta 1900 člani nekdanjih klubov Defensa in Universitario so se pridružili Nacionalu, vključno s tremi brati Céspedes, katerih pomen v zgodovini kluba je bil tak, da je postal znan kot "klub Céspedesov". Klub je bil sprejet v Urugvajsko ligo leta 1901 in osvojil svoje prva prvenstva v letih 1902 in 1903. V septembru 1903, ki predstavlja urugvajski državni nogometno reprezentanco, Nacional premagal Argentine s 3-2. To je bila prva mednarodna zmaga za urugvajskega nogometa.
Po zmagi svoj prvi mednarodni turnir v 1905 - Rioplatense Časti Pokal - klub je padel v resno krizo: prišlo je do konflikta med elitistično in populistično skupini. Končno, leta 1911, je populistična večina zmagal pod vodstvom José María Delgado. Po tej krizi je Nacional osvojil urugvajsko prvenstvo leta 1912, 1915, 1916, 1917, 1919, 1920, 1922, 1923 in 1924, kot tudi Tekmovalna Pokal leta 1912, 1913, 1914, 1915, 1919, 1921 in 1923, in pet Časti Pokal od leta 1913 do 1917. Na mednarodni ravni je klub osvojil Rioplatense Čast Pokal treh zaporednih let, med leti 1915 in 1917, Rioplatense Tekmovalna Pokal leta 1913 in 1915, in Río de la Plata Pokal v 1916, 1919 in 1920. 
V naslednjih letih je bil Nacional osnova urugvajske nacionalne nogometne reprezentance, ki je dosegla olimpijsko zlato v Parizu leta 1924 in v Amsterdamu leta 1928, poleg tega, da postane zmagovalec prvi Svetovnega Pokala FIFA leta 1930.
Po začetku profesionalizma leta 1931, je Nacional osvojil prvenstvo za 1933 in 1934. Potem, je po prihodu argentinskega napadalce Atilio García leta 1938, je klub osvojil pet zaporednih prvenstvih med 1939 in 1943. Do sedaj Garcia je največji strelec kluba vseh časov. Leta 1971 je Nacional osvojil svoj prvi Libertadores Pokal, Medcelinski Pokal in Medameriški Pokal. Leta 1980 je Nacional osvojil svoja druga Libertadores in Medcelinski Pokala, in leto 1988 svoja tretja Libertadores in Medcelinski Pokala, svoj drugi Medameriški Pokal in svoj edini Recopa. Od takrat je ni vrnil, da bi dosegel mednarodne slave. Vendar pa doslej v 21. stoletju, je bil velik dominator v urugvajski ligi, pridobivanje enajst zadnjih dvajsetih turnirih.

## Stadion
Nacional igra tekme na stadionu Gran Parque Central ("Veliki Centralni Park"), ki je njegov domači stadion. To je v montevideanski soseščini La Blanqueada. Prvo nogometno igrišče na tem območju je bilo zgrajeno leta 1900. S tekočim prenovo, se bo zmogljivost stadionu povečala na 40.000 gledalcev.

## Nekdanji znani nogometaši
- Luis Suárez
- Fernando Muslera
- José Leandro Andrade
- Héctor Scarone
- Héctor Castro
- Hugo de León
- Diego Godín

- Diego Lugano
- Álvaro Recoba
- Abdón Porte
- Luis Artime
- Atilio García
- Federico Hernán Domínguez
- Edu Marangon

## Dosežki

### Urugvaj
- Urugvajska nogometna liga: 46

1902, 1903, 1912, 1915, 1916, 1917, 1919, 1920, 1922, 1923, 1924, 1933, 1934, 1939, 1940, 1941, 1942, 1943, 1946, 1947, 1950, 1952, 1955, 1956, 1957, 1963, 1966, 1969, 1970, 1971, 1972, 1977, 1980, 1983, 1992, 1998, 2000, 2001, 2002, 2005, 2005-06, 2008-09, 2010-11, 2011-12, 2014-15, 2016.

### Mednarodni
- Pokal Libertadores: 3

1971, 1980, 1988.
- Medcelinski pokal: 3

1971, 1980, 1988.
- Medameriški pokal: 2

1972, 1989.
- Južnoameriški Recopa: 1

1989.